# Korowanie

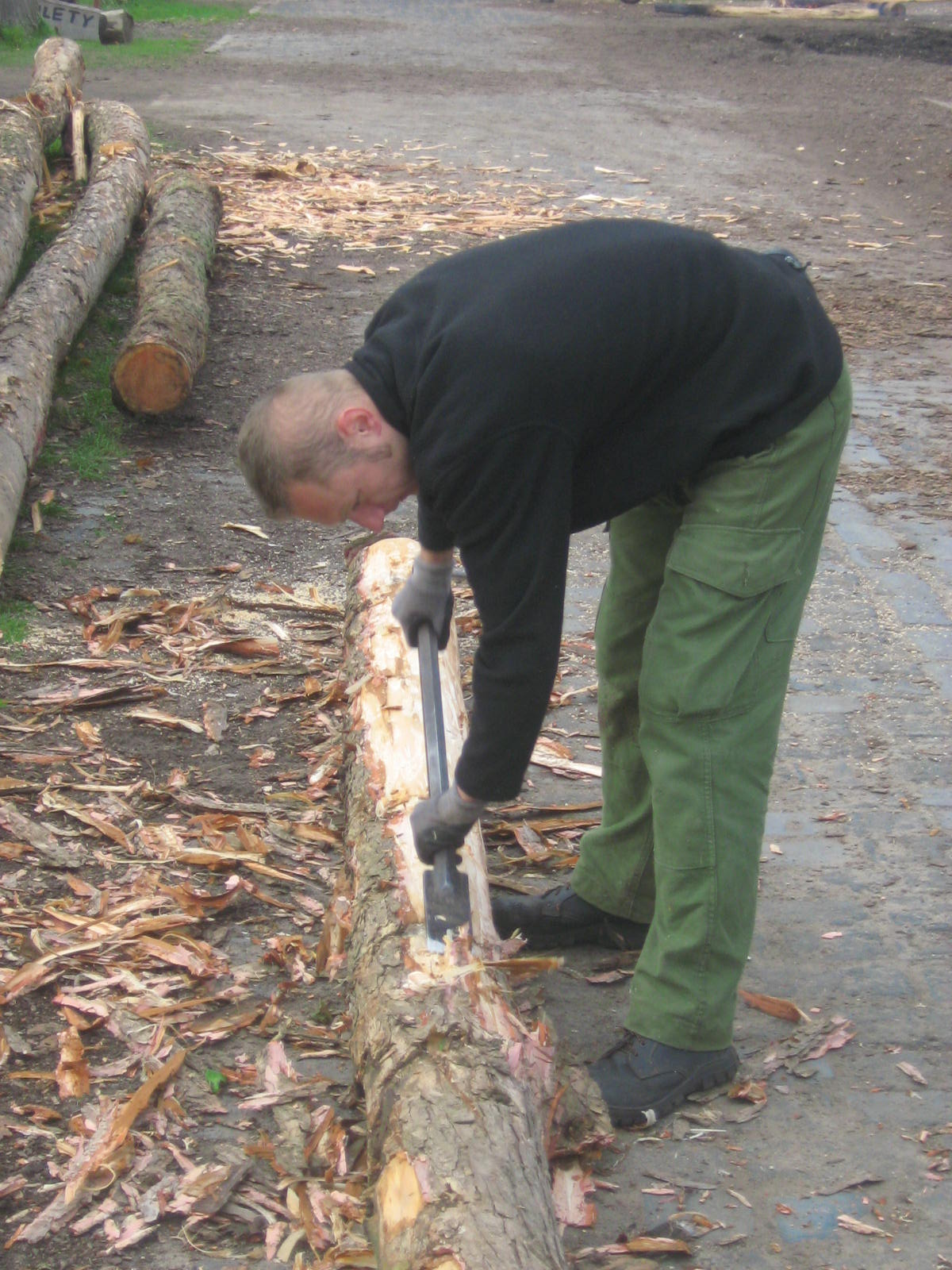
Korowanie ręczne

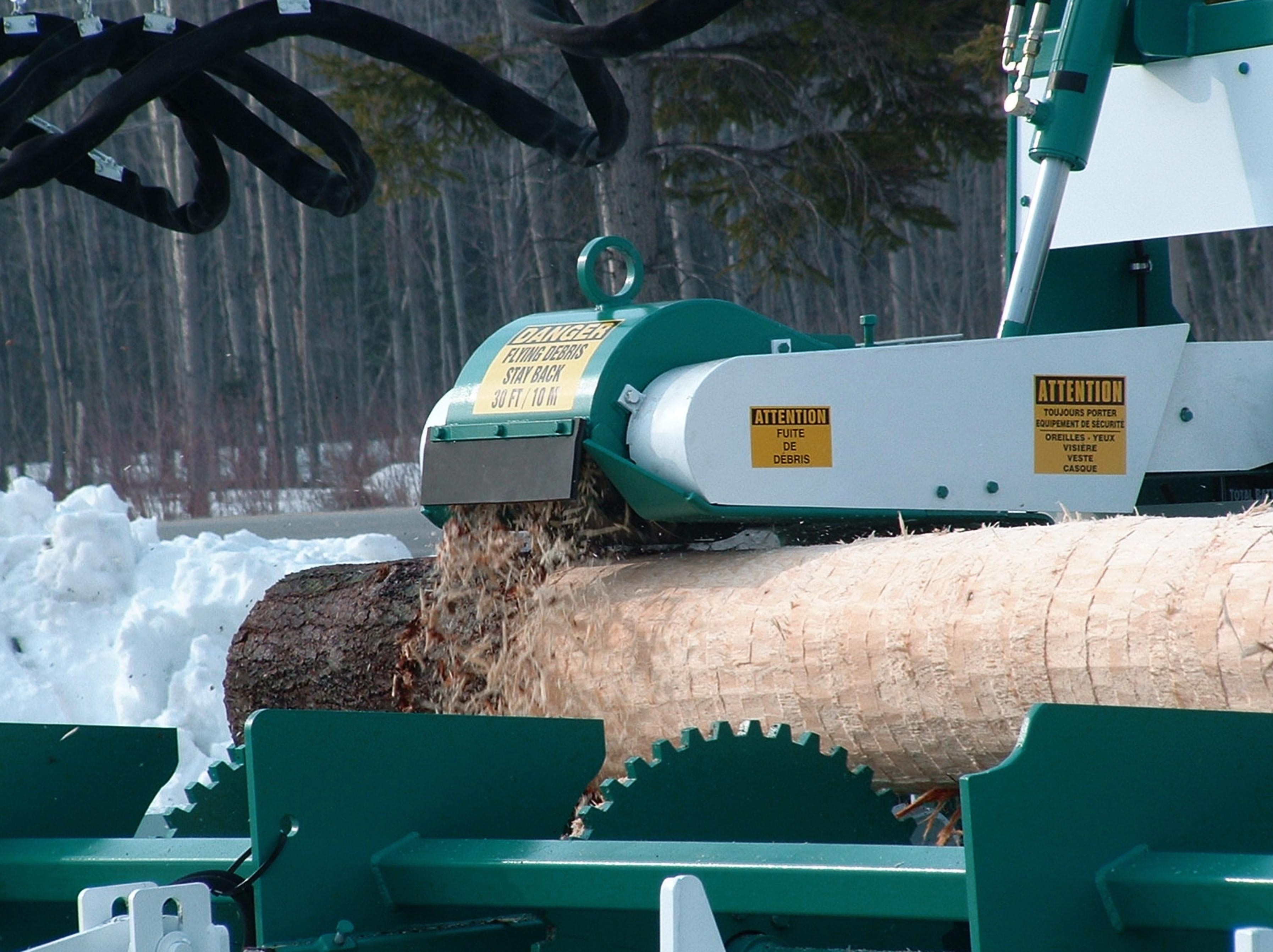
Korowanie mechaniczne

Korowanie – czynność polegająca na usuwaniu z powierzchni drewna okrągłego kory lub kory z łykiem.
Rozróżnić można korowanie:
- ręczne wykonywane za pomocą korownika zwanego także korowaczką lub ośnikiem oraz za pomocą strugów do korowania; ogranicza się w większości do koronowania małej ilości słupów energetycznych, papierówki i pułapek[1]
- mechaniczne wykonuje się korowarkami tarczowymi, łańcuchowymi lub bębnowymi
- ciśnieniowe polega na zdzieraniu kory przez sprężone powietrze lub parę wodną
- hydrauliczne przeprowadza się za pomocą wody.

Polska Norma (PN-93/D-95000-pomiar, obliczenia miąższości i cechowanie) wyróżnia:
- korowanie na czerwono - polegające na zdjęciu z powierzchni drewna korowiny i częściowo łyka, przy czym dopuszczalnym jest powierzchniowe przecięcie włókien drzewnych do 5 mm oraz pozostawienie fragmentów korowiny w rozmiarze nie przekraczającym 20% powierzchni drewna,
- korowanie na biało - zdjęcie z powierzchni drewna korowiny i łyka, przy czym dopuszczalne są powierzchniowe przecięcia włókien drzewnych oraz pozostawienie fragmentów łyka i łyka z korowiną w łącznym rozmiarze nie przekraczającym 20% powierzchni drewna,
- korowanie pośrednie - zdjęcie z powierzchni drewna korowiny i częściowo łyka, przy czym dopuszczalne jest powierzchniowe przecięcie włókien drzewnych o głębokości do 5mm oraz pozostawienie fragmentów korowiny w łącznym rozmiarze nie przekraczającym 5% powierzchni drewna,
- łuszczenie - zdjęcie z powierzchni drewna całej korowiny wraz z łykiem na początku okresu wegetacyjnego. Dopuszcza się zbrunatnienie pozostałości miazgi.

Powstałe w wyniku korowania znaczne ilości kory, po jej rozdrobnieniu lub skompostowaniu, wykorzystywane są w ogrodnictwie i szkółkarstwie.